# カウンティング・クロウズ
カウンティング・クロウズ (Counting Crows) は、1991年にアメリカ合衆国カリフォルニア州サンフランシスコで結成されたロックバンド。アダム・デュリッツを中心として作曲される歌は、平凡な人生で感じる想いが題材とされることが多い。

## 略歴

### バンド結成期

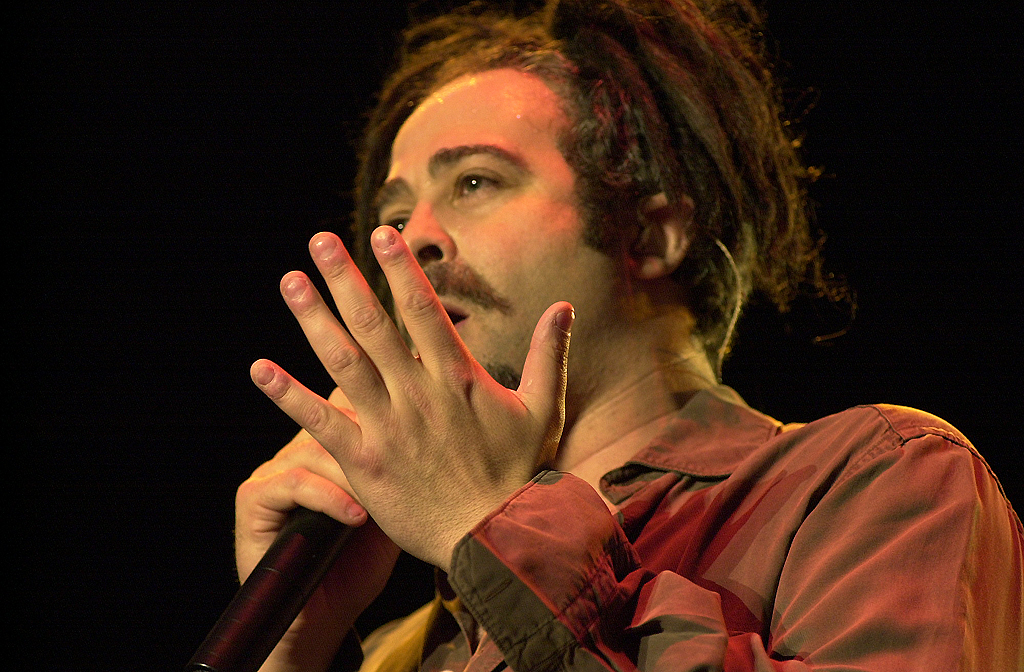
アダム・デュリッツ

サンフランシスコ・ベイエリアのローカル・バンドであるヒマラヤンズのボーカルであるアダム・デュリッツと、プロデューサー兼ギタリストのデヴィッド・ブライソンで、1991年にサンフランシスコでカウンティング・クロウズを結成した。カウンティング・クロウズは最初のうちはアコースティック・デュオであり、バークレーやサンフランシスコの周辺でギグを行った。時々、彼らの友人のギタリストであるデヴィッド・イマーグルック（後に正式メンバーとなる）や、地元の他のミュージシャンも参加した。それらのミュージシャンがこのバンドに参加したことにより（イマーグルックは他のバンドのメンバーを務めていたため、カウンティング・クロウズ加入は辞退した）カウンティング・クロウズはデュオからフル・バンドへ転換し、デモをいくつか録音した。
1993年までに、バンド・メンバーは次のように固定された。デュリッツがボーカルと時々ピアノ、そして主なソングライターを担当し、ブライソンがギター、マット・マリーがベース、チャールス・ギリングハムがキーボード、スティーヴ・ボウマンがドラムスである。同じ年、バンドはゲフィン・レコードと契約した。1993年1月16日、このバンドはまだ無名だったにもかかわらず、ロックの殿堂のセレモニーでヴァン・モリソンの代役として出席し、ロビー・ロバートソンから熱心に紹介された。セレモニーでは、バンドはヴァン・モリソンの「キャラヴァン」を演奏した。

### 『オーガスト・アンド・エヴリシング・アフター』

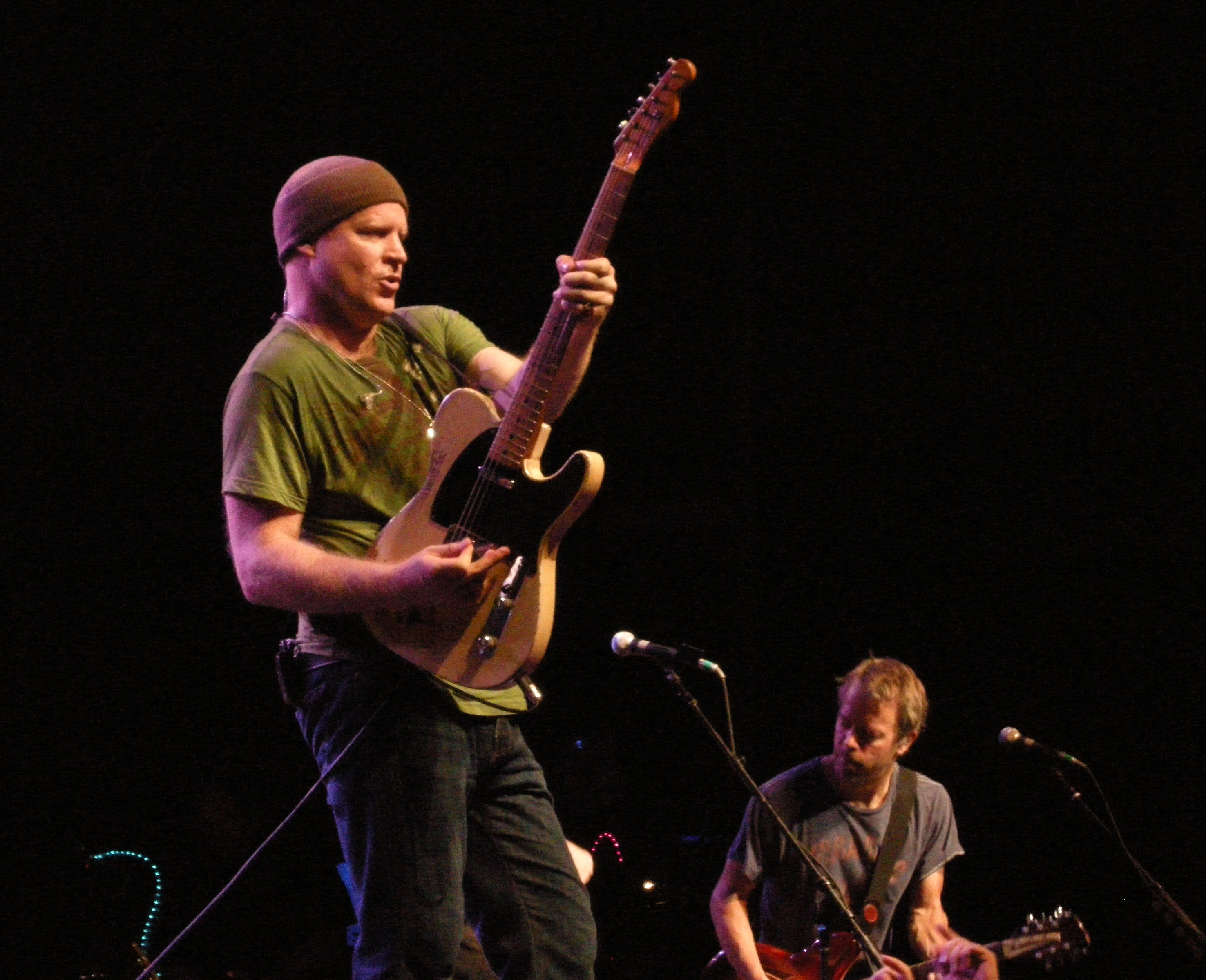
ダン・ヴィッカリーとデヴィッド・ブライソン

カウンティング・クロウズは最初からライブでのパフォーマンスを重視した。そして、1993年の後半にT・ボーン・バーネットがプロデュースした1stアルバム『オーガスト・アンド・エヴリシング・アフター』を発表した。1stシングルの「ミスター・ジョーンズ」(Mr. Jones) は、デュリッツの幼馴染のマーティ・ジョーンズ（ヒマラヤンズのベーシスト）とケニー・デール・ジョンソン（クリス・アイザックのバンドであるシルヴァーストーンのドラマー）をモデルにしたもので、彼らのビッグになりたいミュージシャンの夢をデュリッツは楽しんで歌った。しかし、その数ヵ月後となる1993年12月にMTVがこの曲のビデオを再生し始めたことをデュリッツは知らなかった。そして予想外の大ヒットとなり、バンドを一躍スターダムにのしあげた。『オーガスト・アンド・エヴリシング・アフター』はニルヴァーナの『ネヴァーマインド』以来の最速で売れたアルバムとなった。このアルバムは700万枚も売れたが、この成功がバンドに被害をもたらした。ドラマーのスティーヴ・ボウマンはバンドを去り、デュリッツは神経衰弱で苦しむことになった。

### 『リカヴァリング・ザ・サテライツ』と『ディス・デザート・ライフ』
1995年はバンドはギグを2回のみこなし、デュリッツは2ndアルバム『リカヴァリング・ザ・サテライツ』に入る楽曲の制作を行った。1996年10月15日に発表されたこのアルバムでは、1994年前半からバンドに参加していたセカンド・ギタリストのダン・ヴィッカリーがバンド・メンバーに追加された。「ミスター・ジョーンズ」がもたらせた突然の人気に対する不安を、このアルバムに収録された「Have You Seen Me Lately?」や「Recovering the Satellites」で歌っている。このアルバムは「人気によって破壊された家族や社会生活、心を元通りにしようとするためのお粗末なコンセプト・アルバム」と評された。
1997年7月、デュリッツは声帯を痛めてしまい、いくつかのギグをキャンセルした。そして回復させるためしばらく休んだ後、ニューヨークのハマースタイン・ボールルームでライブを行った。このコンサートの模様が、2枚組ライブ・アルバム『アクロス・ア・ワイアー / ライヴ・イン・ニューヨーク』として、1998年6月に発表された。
1999年、カウンティング・クロウズはウッドストック 1999で演奏した。同じ年、バンドはアルバム『ディス・デザート・ライフ』を発表し、その収録曲の「Hanginaround」と「Colorblind」は映画『クルーエル・インテンションズ』でも使用された。また、このアルバム発表後で、アルバムのためのツアーの前に、長年の友人デヴィッド・イマーグルックがバンドの正式メンバーとなった。

### 『ハード・キャンディ』とベスト盤

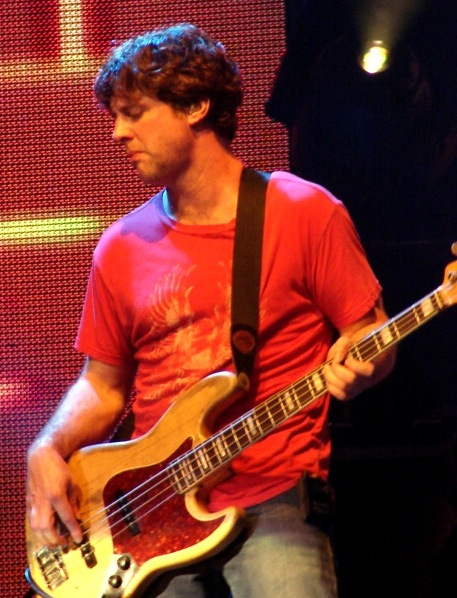
ミラード・パワーズ

2002年7月9日、バンドは4枚目のスタジオ・アルバム『ハード・キャンディ』を発表した。このアルバムにはジョニ・ミッチェルの楽曲「Big Yellow Taxi」のカバーも収録されている。その曲はヴァネッサ・カールトンがシングル・エディットでバック・ボーカルとして参加し、映画『トゥー・ウィークス・ノーティス』のサウンドトラックに収録されている。
『ハード・キャンディ』のツアー中、ドラマーのベン・マイズは家族との時間を過ごすためバンドを脱退した。そして、新たなドラマーには、ベン・フォールズやシェリル・クロウのドラマーをつとめたジム・ボギオスが加入した。ツアー終了後、長年ベーシストをつとめたマット・マリーがバンドを去り、代わりにミラード・パワーズが加入した。
カウンティング・クロウズは、ベスト・アルバムである『Films About Ghosts (The best of...)』を2003年11月に発表した。
2004年にはアニメーション映画『シュレック2』のサウンドトラックに、楽曲「Accidentally in Love」を提供した。この曲はアカデミー賞にノミネートされて演奏が行われた。

### 2006年以降
2006年6月、バンドは2ndライブ・アルバム『New Amsterdam: Live At Heineken Music Hall 2003』を発表した。このアルバムは2003年に行われた『ハード・キャンディ』のツアーでのライブを録音したものだった。
2008年3月25日にスタジオ・アルバム『Saturday Night, Sunday Morning』を発表した。
2009年3月に、デュリッツはバンドがゲフィン・レコードから離れたことをホームページ上で発表した。

## メンバー

### 現在のメンバー

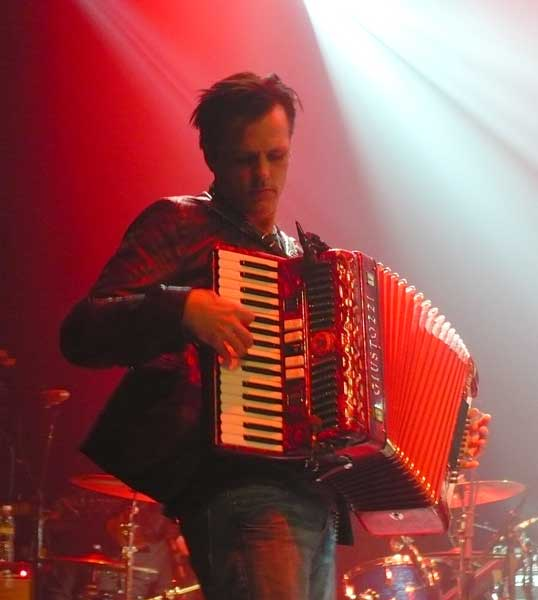
チャールス・ギリングハム

- アダム・デュリッツ (Adam Duritz) - ボーカル、ピアノ (1991年-現在)
- デヴィッド・ブライソン (David Bryson) - ギター (1991年-現在)
- チャールス・ギリングハム (Charles Gillingham) - キーボード、アコーディオン (1992年-現在)
- ダン・ヴィッカリー (Dan Vickrey) - ギター (1994-現在)
- デヴィッド・イマーグルック (David Immerglück) - ギター、マンドリン他 (1999年-現在)

加入以前からバンドの活動に参加していたが、契約の都合上スタジオでのみの参加。1999年に正式なメンバーとなった。
- ジム・ボギオス (Jim Bogios) - ドラムス (2002年-現在)
- ミラード・パワーズ (Millard Powers) - ベース、ピアノ (2005年-現在)

マットの脱退によりサポートベーシストとして加入。2008年の集合写真に写っているため、正式メンバーになったようだ。

### 旧メンバー
- スティーヴ・ボウマン (Steve Bowman) - ドラムス (1992年-1994年)
- ベン・マイズ (Ben Mize) - ドラムス (1994年-2002年)
- マット・マリー (Matt Malley) - ベース (1992年-2005年)

## ディスコグラフィ

### スタジオ・アルバム
| 年                                        | タイトル                                                               | アルバム 詳細                    | チャート最高位 | チャート最高位 | チャート最高位 | チャート最高位 | チャート最高位 | チャート最高位 | チャート最高位 | チャート最高位 | チャート最高位 | チャート最高位 | 認定                                                                               |
| 年                                        | タイトル                                                               | アルバム 詳細                    | US             | AUS            | BEL            | CAN            | GER            | IRE            | NLD            | NZ             | SWE            | UK             | 認定                                                                               |
| ----------------------------------------- | ---------------------------------------------------------------------- | -------------------------------- | -------------- | -------------- | -------------- | -------------- | -------------- | -------------- | -------------- | -------------- | -------------- | -------------- | ---------------------------------------------------------------------------------- |
| 1993                                      | オーガスト・アンド・エヴリシング・アフター August and Everything After | - フォーマット: CD、LP、カセット | 4              | 12             | —              | 2              | 56             | 24             | 58             | 12             | 22             | 16             | - US: 7× プラチナ - AUS: プラチナ - CAN: 7× プラチナ - NZ: プラチナ - UK: プラチナ |
| 1996                                      | リカヴァリング・ザ・サテライツ Recovering the Satellites               | - フォーマット: CD、LP、カセット | 1              | 7              | 21             | 7              | 40             | —              | 54             | 4              | 6              | 4              | - US: 2× プラチナ - AUS: ゴールド - CAN: 2× プラチナ - NZ: ゴールド - UK: ゴールド |
| 1999                                      | ディス・デザート・ライフ This Desert Life                              | - フォーマット: CD、LP、カセット | 8              | 20             | 26             | 7              | 36             | 56             | 21             | 19             | 20             | 19             | - US: プラチナ - CAN: プラチナ - UK: ゴールド                                      |
| 2002                                      | ハード・キャンディ Hard Candy                                          | - フォーマット: CD               | 5              | 13             | 14             | —              | 28             | 4              | 10             | 15             | 19             | 9              | - US: ゴールド - AUS: ゴールド - NZ: ゴールド - UK: ゴールド                       |
| 2008                                      | Saturday Nights & Sunday Mornings                                      | - フォーマット: CD、音楽配信     | 3              | 22             | 31             | 8              | 57             | 28             | 5              | 36             | 32             | 12             |                                                                                    |
| 2012                                      | Underwater Sunshine (or What We Did on Our Summer Vacation)            | - フォーマット: CD、LP、音楽配信 | 11             | —              | 40             | —              | —              | 46             | 11             | —              | —              | 23             |                                                                                    |
| 2014                                      | Somewhere Under Wonderland                                             | - 全米売上: 3.2万枚              | 6              | 27             | 27             | 10             | 56             | 13             | 12             | —              | —              | 15             |                                                                                    |
| "—"は未発売またはチャート圏外を意味する。 |                                                                        |                                  |                |                |                |                |                |                |                |                |                |                |                                                                                    |

### ライブ・アルバム
- 『アクロス・ア・ワイアー - ライヴ・イン・ニューヨーク』 - Across A Wire: Live In New York City (1998年)
- New Amsterdam: Live At Heineken Music Hall 2003 (2006年)
- iTunes Live from SoHo (2008年)
- 『オーガスト・アンド・エヴリシング・アフター - ライヴ・アット・タウン・ホール』 - August and Everything After: Live at Town Hall (2011年)

1stアルバムの再現ライブを収めたライブ盤。DVD付バージョンも発売。
- Echoes of the Outlaw Roadshow (2013年)

### コンピレーション・アルバム
- Films About Ghosts (The Best Of...) (2003年)

未発表曲2曲も収録された16曲入りベスト・アルバム。
2004年にはアニメーション映画『シュレック2』のテーマ曲のシングル「Accidentally In Love」を加えたバージョンが発売された。
- Aural 6 (2008年)

既発表のアルバムから選ばれた6曲入りベストEP。

### その他
- 映画『ラウンダーズ』(1998年)

サントラ未収録曲「Baby, I'm A Big Star Now」を提供。シングル「Hanginaround」、アルバム『Saturday Night, Sunday Morning』(UK盤)に収録されている。
- 映画『シュレック2』(2004年)

「Accidentally In Love」がサントラに収録されている。